# Municipio de Elmdale (Minnesota)
El municipio de Elmdale (en inglés: Elmdale Township) es un municipio ubicado en el condado de Morrison en el estado estadounidense de Minnesota. En el año 2010 tenía una población de 1010 habitantes y una densidad poblacional de 9,82 personas por km².

## Geografía
El municipio de Elmdale se encuentra ubicado en las coordenadas 45°48′37″N 94°32′38″O / 45.81028, -94.54389. Según la Oficina del Censo de los Estados Unidos, el municipio tiene una superficie total de 102.87 km², de la cual 100,3 km² corresponden a tierra firme y (2,5 %) 2,57 km² es agua.

## Demografía
Según el censo de 2010, había 1010 personas residiendo en el municipio de Elmdale. La densidad de población era de 9,82 hab./km². De los 1010 habitantes, el municipio de Elmdale estaba compuesto por el 97,92 % blancos, el 0,89 % eran afroamericanos, el 0,2 % eran asiáticos, el 0,5 % eran isleños del Pacífico, el 0,2 % eran de otras razas y el 0,3 % eran de una mezcla de razas. Del total de la población el 0,3 % eran hispanos o latinos de cualquier raza.